# Сельское поселение «Новокукинское»
Се́льское поселе́ние «Новокукинское» — муниципальное образование в Читинском районе Забайкальского края Российской Федерации.
Административный центр — село Новая Кука.

## История
Статус и границы сельского поселения установлены Законом Читинской области от 19 мая 2004 года «Об установлении границ, наименований вновь образованных муниципальных образований и наделении их статусом сельского, городского поселения в Читинской области».
Закон Забайкальского края от 25 декабря 2013 года № 922-ЗЗК «О преобразовании и создании некоторых населенных пунктов Забайкальского края»:
Распоряжением Правительства России от 13 мая 2015 года № 860-Р селу Заречное присвоено название.

## Население
| 2010  | 2011  | 2012  | 2013  | 2014  | 2015  | 2016  |
| ----- | ----- | ----- | ----- | ----- | ----- | ----- |
| 3247  | ↗3267 | ↗3268 | ↘3263 | ↘3227 | ↘3195 | ↘3151 |
| 2017  | 2018  | 2019  | 2020  | 2021  |       |       |
| ↘3119 | ↘3100 | ↘3092 | ↘3068 | ↗3366 |       |       |

## Состав сельского поселения
| № | Населённый пункт | Тип населённого пункта          | Население |
| - | ---------------- | ------------------------------- | --------- |
| 1 | Жипковщина       | село                            | ↘557      |
| 2 | Заречное         | село                            |           |
| 3 | Лесная           | посёлок железнодорожной станции | ↘698      |
| 4 | Новая Кука       | село, административный центр    | ↘1513     |
| 5 | Старая Кука      | село                            | ↘284      |